# Walkhampton
Walkhampton – wieś w Anglii, w hrabstwie Devon, w dystrykcie West Devon. Leży 45 km na południowy zachód od miasta Exeter i 298 km na zachód od Londynu. W 2001 miejscowość liczyła 863 mieszkańców.